# 扎利夏 (扎沃茨凱市鎮)
48°56′38″N 25°53′30″E / 48.94389°N 25.89167°E
扎利夏（羅馬化：Zalissia）是位於烏克蘭西部特諾皮爾州喬爾特基夫區的村莊，始建於1939年，面積0.36平方公里，2014年人口1,033，人口密度每平方公里3,297.5人。